# Marcus Eriksson
Pour les articles homonymes, voir Eriksson.
Marcus Eriksson, né le 5 décembre 1993 à Helga Trefald, Uppland, est un joueur suédois de basket-ball. Il évolue au poste d'arrière.

## Biographie

### Carrière professionnelle
Il fait ses débuts en tant que professionnel en 2010 au Bàsquet Manresa à l'âge de 16 ans. Il remporte le titre de MVP du tournoi junior de L'Hospitalet.
Pour la saison 2013-2014, il est prêté à La Bruixa D'Or par Barcelone.
En avril 2014, il marque 62 tirs à trois points consécutifs lors d'un d'entraînement aux tirs.
En octobre 2014, Eriksson sort sur blessure à la fin du premier match de la saison contre Saski Baskonia. Il manque la saison 2014-2015 à cause d'une déchirure des ligaments croisés antérieurs et du ménisque.
En juillet 2019, Eriksson s'engage pour quatre saisons avec l'ALBA Berlin.
En mars 2021, Eriksson égale le record du nombre de paniers à trois points marqués dans une rencontre d'Euroligue avec 10 paniers dans une victoire de l'Alba Berlin face au BC Khimki Moscou. Les autres détenteurs du record sont Andrew Goudelock et Shane Larkin.

### NBA
Le 25 juin 2015, il est sélectionné à la 50e position de la draft 2015 de la NBA par les Hawks d'Atlanta.

## Palmarès

### En club
- Vainqueur de la Supercoupe d'Espagne en 2015 avec le FC Barcelone.
- Vainqueur de la Coupe d'Allemagne en 2020 et 2022 avec l'ALBA Berlin.
- Champion d'Allemagne en 2020, 2021 et 2022 avec l'ALBA Berlin.

### Sélection nationale
- 2009 : Participation au championnat d'Europe U16 Division B au Portugal
- 2010 : Vainqueur de la Baltic Sea Cup à Tallinn, Estonie
- 2010 : Participation au championnat d'Europe U18 à Vilnius
- 2012 : Participation au championnat d'Europe U20 en Slovénie
- 2013 : Participation au championnat d'Europe U20 à Tallinn

### Distinctions personnelles
- 2011 : MVP du tournoi de l'Hospitalet avec Manresa
- 2011 : Meilleur marqueur à trois points du tournoi de l'Hospitalet
- 2013-2014 : Meilleur jeune de Liga Endesa
- 2013-2014 : Participation au concours de trois points de la Supercopa Endesa
- 2014 : équipe-type des espoirs du championnat espagnol